# هيئة مقاومة الجدار والاستيطان (فلسطين)
هيئة مقاومة الجدار والاستيطان هي هيئة حكومية فلسطينية غير وزارية مستقلة ماليًا وإداريًا تأسست بشكلها الحالي بموجب المرسوم الرئاسي رقم (46) لسنة 2014، وهي امتداد لوزارة الدولة لشؤون الجدار والاستيطان التي أنشأتها حكومة أحمد قريع الثانية. رئيسها الحالي هو الوزير مؤيد شعبان.

## التأسيس
في 5 يونيو 2002، أصدر رئيس السلطة الوطنية الفلسطينية ياسر عرفات مرسومًا بإنشاء الهيئة الوطنية لمقاومة الاستيطان. وعَين صلاح التعمري رئيسًا لها.
طُبقت فكرة إنشاء مؤسسة تُعنى بقضايا جدار الفصل العنصري والاستيطان الإسرائيلي نهاية عام 2003 مع إنشاء حكومة أحمد قريع الثانية، وأُسندت مهامها إلى وزير الدولة قدورة فارس.
سَمت حكومة أحمد قريع الثالثة أحمد مجدلاني وزير دولة لشؤون الجدار والاستيطان لكنها ظلت تتعامل مع قدورة فارس كرئيس للجنة الوطنية لمقاومة الجدار والاستيطان؛ ما أدى لوجود جسمين رسميين يقومان بنفس المهام. ألحقت حكومة إسماعيل هنية الأولى في عام 2006 الملف إلى وزارة التخطيط ثم وزارة العدل، لكن حكومة إسماعيل هنية الثانية في عام 2007 أعادت تسمية الملف بوزارة الدولة لشؤون الجدار والاستيطان وأوكلت مهامها إلى الوزير وصفي قبها.
ألحقت حكومة سلام فياض الثانية الوزارة كوحدة ضمن الأمانة العامة لمجلس الوزراء الفلسطيني وقامت لاحقًا بإسنادها إلى وزير الدولة ماهر غنيم. ومن ثم ألحقتها حكومة سلام فياض الثالثة في عام 2012 كوحدة مستقلة ضمن وزارة الحكم المحلي، واستمرت حتى قررت حكومة رامي الحمد الله الأولى في 2013 نقلها إلى مسؤولية وزارة الزراعة.
في 18 سبتمبر 2014، أصدر رئيس دولة فلسطين مرسومًا رئاسيًا حمل رقم 46 لسنة 2014 يقضي بتشكيل هيئة تسمى «هيئة مقاومة الجدار والاستيطان» وإتباعها إلى الحكومة الفلسطينية، كُلف زياد أبو عين بمهام رئيس الهيئة حتى قتله الجيش الإسرائيلي في 10 ديسمبر 2014. وفي 1 أبريل 2015 صدر المرسوم الرئاسي رقم 4 لسنة 2015 حيث قضى بتعيين وليد عساف رئيسًا للهيئة بدرجة وزير ونقل الهيئة لتصبح ضمن منظمة التحرير الفلسطينية.

## المهام
حدد المرسوم الرئاسي رقم 46 لسنة 2014 مهام وأنشطة الهيئة، حيث تتركز في تفعيل القرارات الدولية بشأن جدار الضم والاستيطان خصوصًا قرار محكمة العدل الدولية عام 2004، وحماية الأراضي المستهدفة بالاستيطان الإسرائيلي قانونيًا ودعم النشاطات الشعبية في مناهضة الاستيطان، ودعم المتضررين من الاستيطان واعتداءات المستوطنين ودعم ثباتهم في أرضهم، وملاحقة المؤسسات والشركات والأشخاص التي تعمل في مجال الاستيطان، بالإضافة إلى بناء علاقات مع المؤسسات المحلية والعربية والدولية لصالح دعم الهيئة في مناهضة الجدار والاستيطان.

## رؤساء الهيئة
| الرقم | الاسم        | تاريخ البدء    | تاريخ الانتهاء | ملاحظات                                                       | مرجع   |
| ----- | ------------ | -------------- | -------------- | ------------------------------------------------------------- | ------ |
| 1     | زياد أبو عين | 18 سبتمبر 2014 | 10 ديسمبر 2014 | قتله الجيش الإسرائيلي                                         | [ 8 ]  |
| 2     | وليد عساف    | 24 مارس 2015   | 31 مارس 2021   | استقال لترشحه ضمن الانتخابات التشريعية الفلسطينية 2021        |        |
|       | مؤيد شعبان   | 31 مارس 2021   | 3 مايو 2021    | قائم بالأعمال                                                 | [ 10 ] |
|       | وليد عساف    | 3 مايو 2021    | 13 ديسمبر 2021 | عاد إلى منصبه جراء تأجيل الانتخابات التشريعية الفلسطينية 2021 | [ 11 ] |
| 3     | مؤيد شعبان   | 13 ديسمبر 2021 | 23 فبراير 2022 | قائم بالأعمال                                                 | [ 12 ] |
| 3     | مؤيد شعبان   | 23 فبراير 2022 | لا يزال        |                                                               | [ 13 ] |

## الاعتداءات الإسرائيلية
- في 25 أكتوبر 2022، اعتدى مستوطنون إسرائيليون بحماية الجيش الإسرائيلي على مواطنين في قرية ترمسعيا شمال محافظة رام الله والبيرة وموظفي الهيئة خلال نشاط لقطف ثمار الزيتون في القرية. أُحرقت مركبة حكومية فلسطينية تتبع الهيئة ومركبة أخرى لأحد المواطنين الفلسطينيين.[14]

## وصلات خارجية
- الموقع الرسمي